# Pesten elhunytak listája
Ez a lista a Pest városában 1873. november 17. előtt elhunyt – Wikipédiában szereplő vagy szerepeltethető személyek –  névsorát tartalmazza.

## 1800-ig
- 1046 Szent Bőd Eger vértanú püspöke volt
- 1046 Szent Beszteréd a 11. században nyitrai püspök, 1046-ban szenvedett mártírhalált
- 1704 Blumenfelsi Herold Henrik Szigfrid gyógyszerész, Pest város bírája
- 1760. április 5. Klobusiczky Ferenc többször püspök, majd kalocsai érsek
- 1772. Marikovszky Márton orvosdoktor, megyei főorvos
- 1778. február 16. Alapy János nagyváradi prépost-kanonok, dulcignói címzetes püspök és a Hétszemélyes Tábla bírája
- 1787. február 10. Palma Károly Ferenc történetíró, nagyprépost, kalocsai kanonok és címzetes püspök
- 1787. október 4. Cornides Dániel történész, egyetemi tanár, könyvtáros
- 1788. március 24. Mitterpacher József matematikus, bölcseleti és teológiai doktor, egyetemi tanár
- 1789. július 28. Orczy Lőrinc magyar főispán, tábornok és költő
- 1790. Kaschnitz József kegyestanítórendi áldozópap
- 1792. augusztus 28. Kátsor Keresztély történetíró, költő, levéltárnok
- 1794. február 7. Johann Julius Gabelhofer teológiai doktor, egyetemi könyvtárigazgató, piarista rendi pap, tanár
- 1796. április 2. Alexovics Vazul pálos rendi szerzetes és egyetemi tanár
- 1800. október 7. Táncz Menyhért pálos szerzetes

## 1801–1850 között
- 1801. szeptember 23. Pray György jezsuita szerzetes, történetíró
- 1801. december 2. Vályi K. András egyetemi tanár, földrajztudós
- 1802. április 6. Pállya István piarista rendfőnök, színműíró
- 1804. január 8. Baldt József jezsuita szerzetes, hitszónok
- 1804. január 19. Kray Pál magyar katonatiszt, az osztrák császári hadsereg tisztje, majd tábornoka
- 1807. február 24. Rácz Sámuel bölcseleti és orvosdoktor, egyetemi tanár
- 1807. április 1. Révai Miklós nyelvész, egyetemi tanár, a magyar történeti nyelvészet megalapítója
- 1808. augusztus 22. Jung József építész
- 1808. október 28. Prónay László alispán, Turóc és Csanád vármegye főispánja, tanácsos, több vármegye királyi biztosa, közjogi író
- 1809. július 18. Muskatirovics János városi tanácsos és ügyvéd
- 1809. szeptember 11. Horányi Elek történetíró, piarista szerzetes
- 1809. november 10. Farkas Lajos piarista rendi pap, tanár
- 1809. november 23. Winterl József Jakab magyar orvos, kémikus, botanikus
- 1810. augusztus 2. Fabriczy Lajos bölcsészdoktor, katolikus pap
- 1811. március 11. Hild János építőmester, Hild József apja
- 1812. június 12. Eckstein János orvos
- 1813. március 4. Chudy József zeneszerző, karmester, feltaláló
- 1814. április 1. Dományi Márk piarista rendi tartományfőnök
- 1814. május 24. Mitterpacher Lajos egyetemi tanár, az agrártudományok hazai úttörője
- 1814. december 16. Madách Sándor ügyvéd, megyei főügyész, Madách Imre költő apai nagyapja
- 1815. február 2. Cseh-Szombati József orvos
- 1815. május 21. Cseh-Szombati Dániel a királyi tábla jegyzője
- 1817. november 30. Bruna Xavér Ferenc jezsuita rendi egyetemi tanár
- 1817. december 13. Kitaibel Pál magyar botanikus és kémikus
- 1818. április 25. Tolnay Sándor az állatorvoslás első egyetemi professzora
- 1819. március 18. Bárdossy János szepességi származású magyar nemes, előbb a lőcsei katolikus királyi gimnázium igazgatója és királyi könyvvizsgáló, majd Szepes vármegyei törvényszéki táblaülnök
- 1819. november 28. Molnár János evangélikus lelkész
- 1820. június 9. Friebeisz József megyei alispán
- 1821. március 24. Teleki László Somogy vármegye főispáni helytartója, főispán, császári és királyi kamarás
- 1821. július 23. Almásy Pál Arad megyei főispán és koronaőr
- 1823. február 19. Mitterpacher Dániel Antal választott püspök
- 1823. június 20. Kapy József bölcseleti doktor, császári és királyi tanácsos
- 1823. augusztus 15. Schwartner Márton statisztikus, egyetemi tanár
- 1823. november 22. Miller Jakab Ferdinánd jogakadémiai tanár, könyvtáros
- 1823. december 4. Haraszty Mihály orvosdoktor
- 1824. április 26. Csekonics József tábornok, a magyar lótenyésztés történetének nagy alakja,  a magyar állami ménestelepek megalapítója
- 1825. március 24. Trattner János Tamás magyar nyomdász és könyvkereskedő
- 1825. július 14. Bossányi András orvos
- 1826. június 24. Israel Wahrmann a Pesti Izraelita Hitközség első főrabbija
- 1827. január 21. Ráday Pál bíró, református egyházkerületi felügyelő
- 1827. április 26. Bihari János cigány származású magyar zeneszerző és hegedűművész
- 1828. március 28. Kultsár István író, szerkesztő, kiadó és színigazgató
- 1829. szeptember 9. Vitkovics Mihály magyarországi szerb költő, műfordító
- 1830. március 1. Wenckheim József császári és királyi kamarás, Arad vármegye főispánja, híres lótenyésztő
- 1830. április 12. Haliczky András Frigyes bölcseleti doktor, egyetemi tanár
- 1830. május 2. Kasselik Fidél építész
- 1830. május 11. Donát János magyar klasszicista festő
- 1830. június 21. Alber János piarista tanár, pap
- 1830. november 21. Kisfaludy Károly költő, drámaíró, festő
- 1831. május 21. Rhédey Lajos császári és királyi kamarás, főispáni helytartó és országgyűlési követ, irodalompártoló mecénás, író
- 1831. november 7. Bolla Márton piarista rendi áldozópap és tartományi főnök
- 1832. március 2. Brezanóczy Ádám jezsuita rendi szerzetes, jogász, egyetemi tanár
- 1832. március 27. Lánghy István gazdatiszt
- 1832. május 12. Imre János római katolikus pap, filozófus
- 1832. június 1. Haberle Károly természetkutató, botanikus, bölcselet- és orvosdoktor, egyetemi tanár
- 1833. február 5. Dunaiszky Lőrinc szobrászművész
- 1833. augusztus 26. Demién Antal jogi doktor, királyi tanácsos, egyetemi tanár
- 1833. november 7. Eckstein Ferenc orvosdoktor, császári és királyi tanácsos, a leopold császári rend vitéze, Pest- és Somogy megye táblabírája, egyetemi tanár
- 1834. október 15. Boráros János magyar politikus, Pest városi főbírája, alpolgármester
- 1835. január 17. Pales Henrik kegyes tanítórendi áldozópap és tanár
- 1835. május 11. Fekete Ferenc császári és királyi kamarás
- 1835. július 31. Georch Illés ügyvéd, az MTA tiszteleti tagja, Pest és más megyék táblabírája
- 1836. április 17. Gyulay Albert magyar gróf, a Habsburg birodalmi haderő tisztje, császári és királyi altábornagy
- 1837 Haliczky Antal magyar orvosdoktor
- 1838. március 23. Cseh-Szombati Sámuel orvos
- 1838. április 14. Karacs Ferenc térképkészítő rézmetsző
- 1838. május 19. Schuster János orvosdoktor, egyetemi tanár, az MTA rendes tagja
- 1838. május 25. Perger János jogtudós, történész, az Magyar Tudós Társaság rendes tagja
- 1838. július 29. Weszerle József történész, numizmatikus, főiskolai tanár, az éremtan professzora
- 1839. március 11. Gorove László magyar író, az MTA levelező tagja, Gorove István politikus édesapja
- 1840. július 9. Thaisz András királyi táblai ügyvéd, az MTA levelező tagja
- 1841. január 14. Lánczy József valóságos belső titkos tanácsos, a szent István-rend középkeresztese, a hétszemélyes tábla bírája
- 1841. február 11. Bethlen Elek császári és királyi kamarás
- 1841. február 16. Hoffner József orvosdoktor, egyetemi tanár és az MTA levelező tagja
- 1841. április 20. Péchy Imre alnádor, a hétszemélyes tábla bírája, az MTA igazgatótanácsának a tagja, a tiszántúli református egyházkerület főgondnoka
- 1841. szeptember 24. Martin Sucháň orvosdoktor, pesti gyakorló orvos
- 1842. február 9. Dessewffy Aurél a Magyar Tudományos Akadémia levelező tagja
- 1842. április 12. Eördögh István költő, író
- 1842. december 12. Megyeri Károly színész, drámaíró és -fordító
- 1843. május 2. Dessewffy József országgyűlési követ, több megyék táblabírája, az MTA igazgatósági és tiszteleti tagja
- 1843. szeptember 25. Bartosságh József uradalmi jószágigazgató, mezőgazdasági szakíró
- 1844. Ivanics Zsigmond  budai könyvkereskedő, antikvárius, bibliofil
- 1844. augusztus 5. Csapó Dániel mezőgazdasági szakember, politikus
- 1844. december 7. Fillinger Lipót doktor, egyetemi tanár, az MTA levelező tagja
- 1845. szeptember 7. Mayerffy Ferenc serfőzőmester, szőlész, a Pestszentlőrinci Ferihegy városrész névadója, a Lovaregylet alapítója, Széchenyi István barátja
- 1845. október 19. Takács Éva írónő, Karacs Ferenc rézmetsző neje
- 1845. november 2. Bakody József magyar orvos, Bakody Tivadar orvos édesapja
- 1846. január 13. Kovacsóczy Mihály ügyvéd, lapszerkesztő
- 1846. január 13. Mannó Alajos hites gyógyszerész
- 1846. április 8. Vásárhelyi Pál vízépítő mérnök, az MTA tagja
- 1846. április 18. Jankovich Miklós könyv-, régiség- és műgyűjtő, történész, a Magyar Tudós Társaság tiszteleti tagja
- 1846. október 12. Benkert Antal kereskedő, színész
- 1847. március 22. Láng Ádám János műfordító, színész, az induló magyar világi színjátszás egyik jelentős személyisége
- 1847. június 28. Tersztyánszky Imre címzetes püspök és hétszemélynök
- 1847. november 12. Schedius Lajos filológus az esztétika professzora, lapszerkesztő, térképszerkesztő, dramaturg, pedagógiai szakíró, az MTA tagja
- 1847. november 30. Fabini János Teofil orvos, királyi tanácsos, egyetemi tanár
- 1847. december 14. Czakó Zsigmond színész, drámaíró
- 1848. január 23. Rózsavölgyi Márk zeneszerző, hegedűművész, a csárdás „atyja”, Rózsavölgyi Gyula édesapja
- 1848. március 27. Szekrényessy Pál a Királyi Tábla jegyzője, földbirtokos, kalapgyáros
- 1849. március 12. Sadler József orvosdoktor, botanikus, egyetemi tanár, a Magyar Nemzeti Múzeum természetrajzi osztályának őre
- 1849. április 28. Stáhly Ignác országos főorvos, egyetemi tanár
- 1849. június 5. Bay György királyi tanácsos, hétszemélynök és alnádor
- 1849. június 19. Heckenast Mihály evangélikus lelkész, Heckenast Gusztáv könyvkereskedő apja
- 1849. október 6. Batthyány Lajos államférfi, Magyarország első alkotmányos miniszterelnöke
- 1849. október 8. Gonzeczky János tábori lelkész, az 1848–49-es forradalom és szabadságharc vértanúja
- 1849. október 10. Csány László politikus, miniszter, az 1848–49-es szabadságharc vértanúja
- 1849. október 10. Jeszenák János politikus, kormánybiztos, főispán, az 1848–49-es forradalom és szabadságharc vértanúja
- 1849. október 24. Szacsvay Imre ügyvéd, politikus, az 1848–49-es szabadságharc vértanúja
- 1849. október 24. Csernus Menyhért minisztériumi tisztviselő, az 1848–49-es szabadságharc vértanúja
- 1849. október 24. Perényi Zsigmond nagybirtokos, Ugocsa vármegye főispánja, az Országos Honvédelmi Bizottmány tagja, a szabadságharc vértanúja
- 1850 Draut Lajos nevelő
- 1850. Füredy László tanár
- 1850. Január 23. Kolosy György szabadságharcos, 1848-as honvéd százados. Lamberg Ferenc Fülöp megölésében játszott szerepéért kivégezték
- 1850. április 21. Wesselényi Miklós az országgyűlési főrendiház vezére, az 1838-as pesti árvíz árvízi hajósa
- 1850. június 20. Antal Mihály nyelvész, könyvtáros, az MTA tagja

## 1851-1873. november 17-ig
- 1851 Pap Endre költő, műfordító, ügyvéd, földbirtokos
- 1851. február 19. Schöfft József Károly festő
- 1851. április 18. Ludwig von Wohlgemuth császári és királyi altábornagy. Az 1848–49-es szabadságharcban a császári csapatok egyik tábornoka
- 1851. július 2. Fejér György teológiai doktor, prépost-kanonok és az Egyetemi Könyvtár igazgatója
- 1851 július 17. Egressy Béni zeneszerző, író, színész
- 1851. november 2. Fejérváry Gábor archeológus, a Fejérváry család sarja
- 1852. január 19. Lassú István statisztikai és földrajzi író, a magyar királyi udvari kancelláriánál irattári segéd, az MTA levelező tagja
- 1852. március 21. Dierner András tanár, ügyvéd
- 1852. augusztus 18. Gillyén Sándor a pesti magyar színésztársaság tagja és súgója
- 1852. december 1. Helmeczy Mihály író, a Kisfaludy Társaság tagja, a nyelvújítás jelentős alakja
- 1853. március 3. Noszlopy Gáspár honvédőrnagy, kormánybiztos, az 1848–49-es szabadságharcot követő függetlenségi szervezkedések egyik vezetője és vértanúja
- 1853. március 3. Jubál Károly tanár, az 1848–49-es szabadságharcot követő függetlenségi szervezkedések egyik vezetője és vértanúja
- 1853. június 10. Birányi Ákos újságíró, író
- 1853. szeptember 13. Elenyák György piarista rendi pap, tanár, költő
- 1853. november 5. Garay János magyar költő, író, újságíró
- 1854 Fülöp János színész, színigazgató, költő
- 1854 Tyroler József réz- és acélmetsző, Kossuth-bankók rajzolója és Petőfi Sándor acélmetszetű arcképének készítője
- 1854. február 1. Landerer Lajos nyomdász, Landerer Mihály nyomdász fia
- 1854. március 11. Bárándy János statisztikus, publicista
- 1854. március 19. Nagy Ignác író, szerkesztő, a Kisfaludy Társaság tagja és az MTA levelező tagja
- 1854. november 1. Czech János városi bíró, az MTA tagja
- 1854. november 21. Blaschnek Sámuel Benjámin térképész
- 1854. november 25. Birly Ede Flórián orvos, szülész, egyetemi tanár és királyi tanácsos
- 1854. november 30. Gyulai Gaál Miklós honvédtábornok
- 1855. február 15. Teleki József kormányzó
- 1855. március 25. Repiczky János orientalista, az MTA levelező tagja
- 1855. augusztus 17. Obernyik Károly író, a magyar társadalmi dráma egyik megteremtője, Petőfi Sándor barátja
- 1855. november 19. Vörösmarty Mihály magyar költő
- 1855. október 5.) Petényi Salamon János természettudós, zoológus, a magyar madártan és őslénytan megalapítója
- 1855. december 24. Jerney János őstörténész, nyelvtörténész, utazó, jogász
- 1856. február 15. Sámuel Alajos római katolikus prépost-plébános
- 1856. július 22. Henfner János jogi doktor, egyetemi tanár
- 1856. augusztus 21. Appiano József 19. századi nagykereskedő-iparos, gazdaságfejlesztő, Pest polgármestere, több ma is működő intézmény alapítója
- 1857. január 22. Szenvey József magyar író, hírlapíró, szerkesztő, az MTA tagja
- 1857. április 3. Schwab Löw zsidó teológus
- 1857. május 20. Beöthy László író, humorista
- 1858. Baloghy László író
- 1858. január 29. Lendvay Márton, id. magyar színész, énekes, rendező
- 1858. március 3. Bajza József költő, színigazgató, kritikus
- 1858. április 6. Kempelen Győző gimnáziumi tanár, hírlapíró. Tóth Riza férje
- 1858. május 12. Bártfay László ügyvéd, Károlyi György titkára és központi ügyésze, az MTA tagja
- 1858. június 7. Szontagh Gusztáv filozófus, esztéta, kritikus, császári és királyi kapitány, az MTA rendes tagja
- 1858. július 2. Bene Ferenc (orvos, 1775–1858) orvos, a himlőoltás bevezetője Magyarországon
- 1858. december 13. Szentpétery Zsigmond magyar színész, színrendező, színigazgató, a Nemzeti Színház alapító tagja
- 1859. január 27. Károlyi István ügyvéd és megyei főjegyző, pedagógus
- 1859. február 20. Irinyi József magyar hírlapíró, műfordító, országgyűlési képviselő
- 1859. június 20. Eckstein Frigyes orvos
- 1860. január 13. Komlóssy Ferenc színész, színházigazgató, drámaíró, műfordító. Kövérné Komlóssy Ida apja
- 1860. február 13. Forstinger János jogász
- 1860. március 9. Ágoston József ügyvéd és országgyűlési képviselő
- 1860. április 2. Forinyák Géza joghallgató, a magyar nemzeti függetlenség mártírja
- 1860. május 8. Nagy Péter kegyes tanítórendi áldozópap, igazgató-tanár és rendfőnök
- 1860. július 11. Marastoni Jakab festő, litográfus, az Első Magyar Festészeti Akadémia létrehozója
- 1860. szeptember 14. Csausz Márton orvos, egyetemi tanár, királyi tanácsos
- 1860. szeptember 15. Nádaskay Lajos író, hírlapszerkesztő, Nádaskay Béla apja
- 1861. Rózsavölgyi Gyula zeneműkiadó, a Rózsavölgyi és Társa zeneműkiadó és hangversenyrendező vállalat alapítója
- 1861. Friedmann Ignác tanár
- 1861. április 9. Vachott Sándor költő, író, ügyvéd, az MTA levelező tagja
- 1861. április 27. Palóczy László liberális reformpolitikus, Borsod vármegye országgyűlési követe
- 1861. május 7. Teleki László magyar politikus, író
- 1861. június 2. Márkfi Sámuel bencés áldozópap, bölcseleti és teológiai doktor, egyetemi igazgató és tanár, az MTA levelező tagja
- 1861. július 11. Brunner Ferenc orvos
- 1861. augusztus 25. Tasner Antal ügyvéd, gróf Széchenyi István titkára, az MTA levelező tagja
- 1861. november 16. Sárosi Gyula költő, a Kisfaludy Társaság tagja
- 1862. január 10. Balassa Konstantin császári és királyi lovassági őrnagy
- 1862. április 11. Schordann Zsigmond orvosdoktor, királyi tanácsos, egyetemi tanár
- 1862. július 19. Bogár Imre az ország talán leghíresebb lovas betyárja volt, minden vidéken ismerték a nevét
- 1862. augusztus 22. Peti József református teológiai tanár
- 1862. szeptember 24. Beck Vilmos festőművész
- 1863. április 11. Kövér Lajos ügyvéd, színműíró. Kövér Ilma írónő apja
- 1863. április 14. Blass Móric nagykereskedő
- 1863. szeptember 5. Zofahl Lőrinc magyar építész
- 1863. szeptember 22. Györgyi Giergl Alajos magyar  festőművész
- 1863. október 28. Bajza Jenő magyar író. Bajza József fia, Beniczkyné Bajza Lenke öccse
- 1863. november 17. Sauer Ignác  belgyógyász, egyetemi tanár, az MTA levelező tagja
- 1864. március 26. Lángh Ignác ügyvéd, királyi táblai jegyző
- 1864. április 4. Sebestyén Gábor ügyvéd, Veszprém vármegye ügyésze, főtörvényszéki tanácsos, színműíró
- 1864. április 7. Havi Mihály magyar énekes színész (tenor), műfordító, színigazgató, színházi lapszerkesztő
- 1864. május 11. Domby Márton ügyvéd, költő
- 1864. június 1. Récsi Emil magyar jogtudós, műfordító, az MTA tagja
- 1864. július 26. Fáy András író, politikus és nemzetgazda
- 1864. szeptember 19. Bártfay József ügyvéd, író
- 1864. szeptember 24. Reviczky Szevér író, újságíró
- 1864. december 27. Brünek József gróf Károlyi István uradalmi főtisztje
- 1865. július 9. Bugát Pál orvos, egyetemi tanár, az MTA tagja, nyelvújító
- 1865. június 18. Hauser József orvosdoktor, iskolafelügyelő
- 1866. január 5. Kunszt József kalocsai érsek
- 1886. január 11. Bády Valér Ferences rendi szerzetes
- 1866. január 15. Viber József bölcseleti és teológiai doktor, fölszentelt püspök és pozsonyi prépost
- 1866. január 30. Steindl Ferenc főlövészmester, szabad királyi Pest városának képviselője, asztalosmester
- 1866. február 3. Bach József rabbi, bölcsész
- 1866. február 3. Balassovits Lajos a pesti evangélikus elemi iskolák igazgatója
- 1866. február 17. Kiss Károly katonatiszt, hadtudós, hadtörténész, költő, író, az MTA rendes tagja
- 1866. február 26. Gaal József költő, író, drámaíró, a Magyar Tudós Társaság levelező tagja
- 1866. március 27. Haas Mihály bölcseleti doktor, szatmári püspök, valóságos belső titkos tanácsos
- 1866. március 31. Remellay Gusztáv magyar író, újságíró
- 1866. május 14. Weber Henrik festőművész
- 1866. május 19. Fáy Gusztáv földbirtokos, zeneszerző
- 1866. június 13. Zsarnay Lajos református szuperintendens, az MTA levelező tagja
- 1866. július 30. Egressy Gábor színész
- 1866. augusztus 17. Zádor György legfelsőbb ítélőszéki bíró, jogtudós, író, a Kisfaludy Társaság és az MTA tagja
- 1866. szeptember 9. Czuczor Gergely magyar bencés szerzetes, költő, nyelvtudós
- 1866. szeptember 23. Csery József a budapesti Egyetemi Könyvtár őre és Zólyom vármegye táblabírája, költő
- 1866. október 4. Clair Ignác francia származású tornatanár és vívómester
- 1867. január 24. Gerster Károly építész
- 1867. február 17. Zilahy Imre költő és hírlapíró
- 1867. március 6. Hild József építész Hild János fia
- 1867. március 13. Lonovics József magyar főpap, az 1848–49-es forradalom és szabadságharc hazaszerető papságának egyik jelképes alakja. Egyháztörténész, az MTA tagja
- 1867. április 14. Ballagi László jogászhallgató, író
- 1867. szeptember 11. Balogh Pál homeopátiás magyar orvos, nyelvész, barlangkutató
- 1867. szeptember 16. Eötvös Tamás földbirtokos, Bereg vármegye főispánja,  országgyűlési követ
- 1867. november 17. Ifj. Zitterbarth Mátyás építész
- 1867. november 19. Dósa Elek jogi doktor, akadémiai jogtanár, a képviselőház alelnöke, az MTA tiszteleti tagja, költő
- 1867. december 11. Bérczy Károly magyar író, költő, újságíró, műfordító, szerkesztő
- 1867. december 15. Ganz Ábrahám vasöntőmester, gyáros, a magyar nehézipar egyik megteremtője
- 1868. április 24. Hanns Gasser osztrák szobrász, festő
- 1868. május 27. Farkas Károly földbirtokos, magyar királyi pénzügyminiszteri tanácsos és 1848–1849, országgyűlési képviselő
- 1868. július 16. Beniczky Lajos honvéd ezredes, kormánybiztos, az 1848–49-es szabadságharc utáni magyar függetlenségi szervezkedések egyik vezetője
- 1868. július 29. Földváry Sándor honvéd ezredes
- 1868. szeptember 6. Szendrey Júlia költő, író Petőfi Sándor felesége
- 1868. december 9. Balassa János sebész, egyetemi tanár, a Magyar Tudományos Akadémia tiszteleti tagja
- 1869. január 18. Szemere Bertalan miniszterelnök, író
- 1869. március 17. Bíró Miklós bíró
- 1869. március 24. Böszörményi László országgyűlési képviselő
- 1869. április 3. Bajzáth György András királyi tanácsos és országgyűlési követ
- 1869. április 3. Emich Gusztáv könyvkereskedő, kiadó, nyomdász
- 1869. július 22. Sasku Károly okleveles ügyvéd és mérnök, honvédszázados, illemtaníró, politikus, polihisztor, az MTA tisztviselője (főjavító)
- 1869. augusztus 29. Karácson Mihály a József-Ipartanoda (a mai Műegyetem) első igazgatója, „reformkori menedzser”, a magyar műszaki oktatás egyik megteremtője, tudós, jogtanár, író, táblabíró, királyi bíró
- 1869. szeptember 5. Greguss Gyula a pesti evangélikus gimnázium igazgató-tanára, természettudós, műfordító
- 1869. október 27. Gebhardt Xavér Ferenc orvos, egyetemi tanár; a Magyar Tudományos Akadémia tagja
- 1869. december 24. Ormodi Bertalan költő és hírlapíró; az első nevesebb zsidó vallású magyar költő
- 1870. január 7. Kliegl József magyar nyomdász, a nyomdai szedőgép feltalálója
- 1870. január 22. Bethlen Farkas országgyűlési képviselő
- 1870. október 31. Mosonyi Mihály magyar zeneszerző, zenepedagógus és zenei újságíró, kritikus
- 1870. november 4. Ponori Thewrewk József író, régiséggyűjtő
- 1870. november 5. Petőfi Zoltán színész, költő, Petőfi Sándor és Szendrey Júlia fia
- 1870. november 11. Peltzmann Gergely szent Ferenc-rendi szerzetes
- 1871. február 2. Eötvös József magyar jogász, író, a Batthyány-kormány, majd az Andrássy-kormány vallás- és közoktatásügyi minisztere, az MTA és a Kisfaludy Társaság elnöke
- 1871. május 9. Érdy János jogász, régész, numizmatikus, a Magyar Tudományos Akadémia tagja
- 1871. június 22. Edvi Illés Pál evangélikus lelkész, az MTA levelező tagja, költő
- 1871. július 7. Flór Ferenc orvos, orvosi szakíró, honvéd alezredes
- 1871. július 20. Baranyai Zsigmond piarista szerzetes, bölcsészdoktor
- 1871. október 21. Illésy György magyar hírlapíró
- 1872. január 22. Fabri Pál gimnáziumi tanár
- 1872. március 5. Gonda László tanár, református lelkész, országgyűlési képviselő
- 1872. április 7. Major Béla királyi táblai fogalmazó, író, műfordító
- 1872. július 30. Fáy Antal író
- 1872. szeptember 2. Elefánt Mihály evangélikus lelkész, költő
- 1773. január 15. Conti Lipót Antal kőfaragó, szobrász
- 1873. április 21. Urházy György újságíró, író, országgyűlési képviselő, honvédtiszt, az MTA levelező tagja
- 1873. június 21. Balog István színész
- 1873. október 9. Dorner József botanikus, gyógyszerész

## Kapcsolódó információk
- Pesten születettek listája
- Pest